# Tramea stenoloba
Tramea stenoloba is een libellensoort uit de familie van de korenbouten (Libellulidae), onderorde echte libellen (Anisoptera).
De wetenschappelijke naam Tramea stenoloba is voor het eerst geldig gepubliceerd in 1962 door Watson.